# Bute Golf Course
Bute Golf Course is een golfbaan op het eiland Bute in Schotland. De golfbaan heeft 9 holes en beschikt niet over een driving range.
Bute Golf Course is de oudste golfbaan van het eiland.

## Geschiedenis
Bute Golf Course is opgericht in 1888 en de grond werd destijds gehuurd van de derde Marquess of Bute. De golfbaan is ontworpen door David Cuthbert. Hij werkte destijds als greenkeeper bij Millport Golf Course en kreeg één week vrij om de golfbaan te ontwerpen. Bute Golf Course was echter slecht ontsloten en was tot november 2009 alleen te bereiken door 450 meter door de naastgelegen boerderij te lopen. In 1911 werd een houten clubhuis voor de golfbaan gebouwd.
In 1988 bestond de golfbaan 100 jaar en dit werd gevierd met een wedstrijd en een feest. Bij dit feest was onder andere de grondeigenaar, de zesde Marquess of Bute, aanwezig.

## Scorekaart
| Hole   | Afstand (m) | Par |
| ------ | ----------- | --- |
| 1      | 290         | 4   |
| 2      | 302         | 4   |
| 3      | 143         | 3   |
| 4      | 368         | 4   |
| 5      | 274         | 4   |
| 6      | 204         | 3   |
| 7      | 286         | 4   |
| 8      | 262         | 4   |
| 9      | 249         | 4   |
| Totaal | 2.378       | 34  |